# Битва при Боробридже
Битва при Боробридже (англ. Battle of Boroughbridge) — сражение неподалёку от Боробриджа на севере Йоркшира между силами короля Эдуарда II и повстанческой армией Томаса Ланкастера. Битва произошла 16 марта 1322 года, во время Войны Диспенсеров. Королевские войска одержали победу, восстановив авторитет королевской власти в регионе. Поражение и казнь Ланкастера позволили Эдуарду сохранить власть ещё на пять лет.
Не являясь частью войн за независимость Шотландии, битва значима использованием узнанных в шотландских войнах тактик во внутреннем английском конфликте. Преобладание пехотинцев над кавалерией и важная роль длинного лука представляют собой значительные шаги в развитии военного дела.